# Jelly Belly

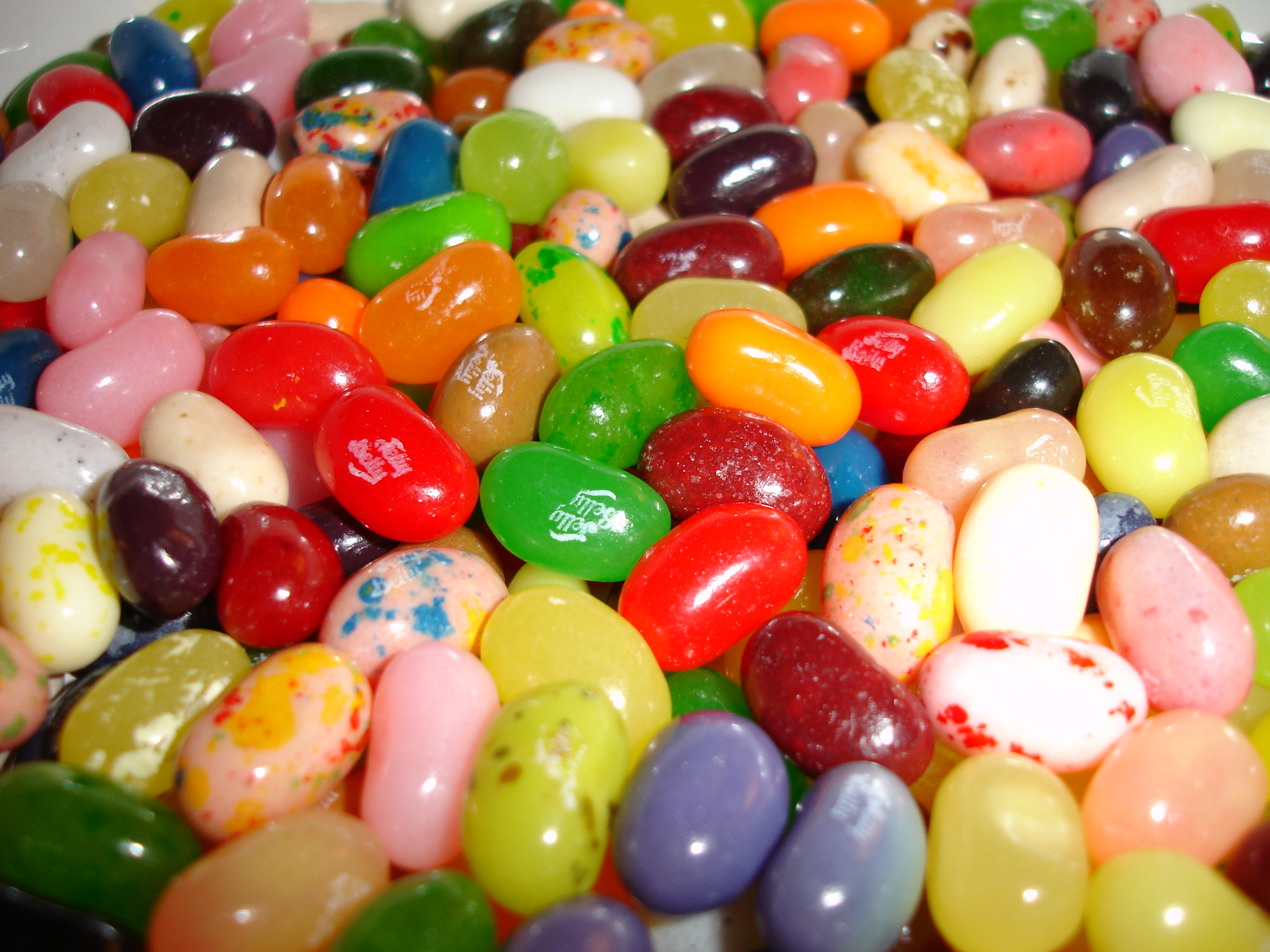
Jelly Bellys gelébönor innehåller omtalade s.k. azofärgämnen. Det tar 7-21 dagar att tillverka en enda geléböna.

Jelly Belly är en amerikansk konfektyrtillverkare. Jelly Belly Candy Company, tillverkare av Jelly Belly gelébönor och ett brett urval av Jelly Belly gourmetgodis, är ett familjeägt och styrt företag nu i femte generationen av godistillverkning. Företaget har fabriker i Kalifornien och Illinois där över 100 olika sorter åretrunt- och säsongsrelaterat godis tillverkas.
Herman Goelitz Rowland är VD och barnbarnsbarn till Gustav Goelitz, som immigrerade från Tyskland år 1867 och som var familjens första godistillverkare. Familjen började tillverka godis år 1869. Det nuvarande företaget Jelly Belly Candy Company som styrs av familjen, har varit verksamt sen år 1898 (då Goelitz Confectionery Company).
Rowland samarbetar med sin kusin, William H. Kelley, som är viceordförande och arbetsledare för företagets fabrik i norra Chicago. Kelley är också barnbarnsbarn till Gustav Goelitz, och både hans far och farfar arbetade på firman. Rowlands barn har också tagit ledande roller på företaget där familjen kommer först.
Gustav Goelitz, mannen som satte familjen på den söta kursen, lärde sig om godistillverkning i Amerika, och blev egen företagare år 1869 i Bellville, Illinois. Gustav slog sig ihop med sin bror, Albert, och tillsammans sålde de handgjort godis från hästdragna kärror. Snart blev namnet Goelitz känt för sitt godis med mycket hög kvalitet, så de expanderade driften. Det är en företagstradition som gäller ännu idag, som har gynnat firman väl i utvecklandet av nya produkter, till exempel gelébönan Jelly Belly Bean som introducerades år 1976.
Ett telefonsamtal från en entreprenör från Los Angeles, som frågade efter en geléböna med naturliga ingredienser satte Goelitz godistillverkare i arbete. 
Firman som var nästan okänd utanför godistillverkarkretsar, kastades ut på en internationell marknad när presidentkandidaten Ronald Reagan blev fotograferad och intervjuad om sin förkärlek för Jelly Belly-bönor under valkampanjen 1980. Inom ett år efter tillträdesceremonierna, när tre och ett halvt ton Jelly Belly-bönor åts upp under festligheterna. Företaget drunknade i beställningar fastän man körde dygnetruntskift i båda fabrikerna för att försöka hinna med att hjälpa alla kunder. Fabriken var tvungen att expandera och installera ny utrustning, och firman gick från 10 anställda i Kalifornien år 1975 till över 700 i de två fabrikerna idag.
1986 öppnades en ny fabrik och högkvarter i Fairfield, Kalifornien, och faciliteterna fördubblades i storlek 1992. Gratisturer av fabrikerna attraherade mer än 400 000 besökare förra året. Firman byggde också ett distributionscenter i Pleasant Prairie, Wisconsin, där lagerturer med ett inomhus Jelly Belly Express-tåg startade i augusti 2001 som nu drar 375 000 besökare varje år. Snart kommer den tredje fabriken att öppnas i Thailand.
Idag tillverkar Jelly Belly Candy Company 50 officiella Jelly Belly bönsmaker och över hundra sorters gourmetgodis under Jelly Bellys namn, till exempel gelégodis, chokladtäckta, sockerfria och säsongsbetonade för alla stora helger. Firmans produkter säljs för tillfället i över 20 länder och i hela USA.
Bean Boozled är en utmaning skapad av Jelly Belly där 10 vanliga smaker blandas med 10 äckliga smaker. Idén är att man ska bli förvånad av att de ser likadana ut.